# Тарас Демко
Тарас Демко — український діяч культури, культурний менеджер, літературознавець, перекладач, один з керівників Львівського органного залу, директор Галицького музичного товариства.

## Життєпис
Народився на Львівщині у 1990 році.
Вивчав англійську мову та літературу у ЛНУ імені Франка. За роки навчання Тарас Демко переклав багатьох англійських поетів: Еліота, Єйтса, Кідса, Байрона, Шеллі, а також активно писав власні вірші.
Деякий час Тарас працював позаштатним перекладачем часопису «Критика». Поступово занурився у журналістику, почав писати тексти, брав інтерв'ю у цікавих музикантів. Серед них була співачка, керівник театру «Слово і голоС» Наталія Половинка. Після спілкування з нею отримав запрошення стати головним адміністратором цього театру. Працював там впродовж двох років.
У 2012-му разом з іншими музикантами Тарас Демко та Іван Остапович започаткували свій проєкт Collegium Musicum, який згодом переріс у музичну агенцію Collegium Management. За ці роки вони організовували багато концертів класичної музики, кілька фестивалів, створили оркестр, співпрацювали з видатними музикантами зі всього світу, вели авторську програму про класичну музику на радіо «Сковорода» — «Територія класики».
З часом Collegium Musicum почав виходити на інші масштаби, з'являлися нові зв’язки, назбирався великий досвід і багаж знань.
“Ми себе уявляли як певна концертна організація, тільки без концертного залу, – розповідає Тарас. – Коли побачили, що Львівський будинок органної і камерної музики матиме конкурс на посаду директора, то подумали: а чому б не спробувати? В країні з'явилася надія на реформи. Ми вирішили взятися за якусь із цих реформ”.

## Кар'єра
З 2012 року є директором музичної агенції Collegium Management.
З 2014 року директор Ukrainian Festival Orchestra.
З 2017 року заступник директора Львівського органного залу.
Один з ініціаторів та засновників створення Ukrainian Live Classic — першого додатку з українською класичною музикою., де зібрано понад 500 професійних записів.